# Флорида (станция метро)
«Флорида» (исп. Florida) —  станция Линии B метрополитена Буэнос-Айреса. Станция расположена между станциями «Леандро Н. Алем» и «Карлос Пеллегрини». Станция расположена под улицей Авенида Корриентес на её пересечении с улицей Флорида в районе Сан-Николас. Станция была открыта 15 декабря 1931 года. Станция  центральную платформу и 2 маршрута. Верхняя часть станции с 4 входами, эскалаторами, туалетами и магазинами.

## История
Участок от станции Федерико Лакросе до станции Леандро Н. Алем был открыт 1 декабря 1931 года, но трудности в строительстве станции Флорида отложило открытие станции на две недели. В 1957 году в результате пожара были закрыты три из четырёх выходов на несколько месяцев.

## Украшения
На северной платформе станции есть фреска Мариано Импости Индарта 1998 года по мотивам аргентинского героя комиксов Patoruzú.

## Достопримечательности
Они находятся в непосредственной близости от станции:
- Посольство государства Боливия.
- Консульства государств Самоа и Иордания.
- Общая начальная школа Коммуны Nº 13 Хосе Сан Мартин.
- Escuela Secundaria Nº 46
- Культурный центр Испания в Буэнос-Айресе
- Музей Митре
- Palacio Elortondo Alvear
- Biblioteca y Centro Administrativo Documental del Secretaría de Programación para la Prevención de la Drogadicción y la Lucha contra el Narcotráfico
- Circulo de la Федеральная полиция Аргентины
  - Музей Федеральной полиции Аргентины
- Известные бары Буэнос-Айреса The Brighton

## Галерея

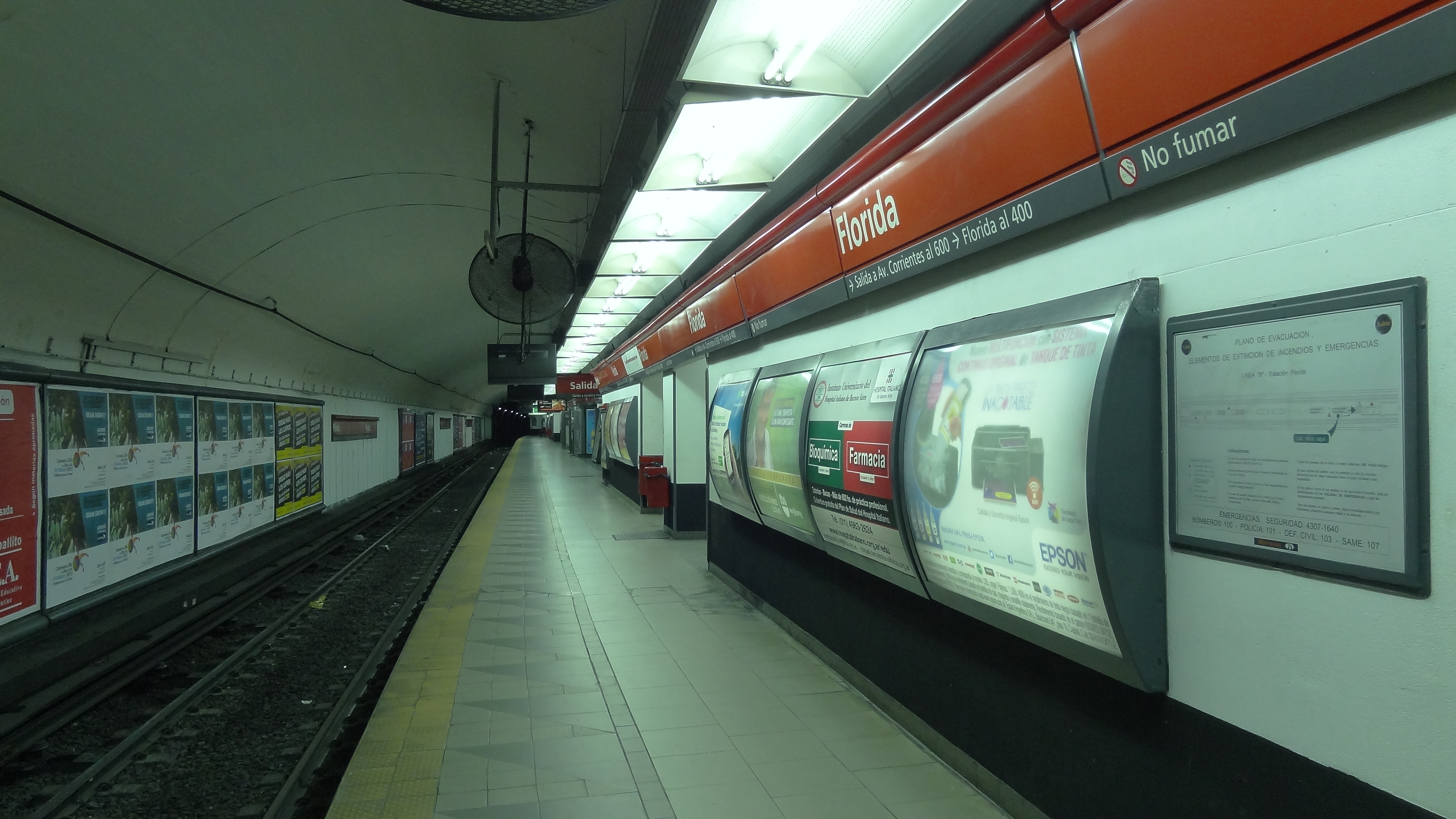
Станция Флорида путь на станцию Леандро Н. Алем
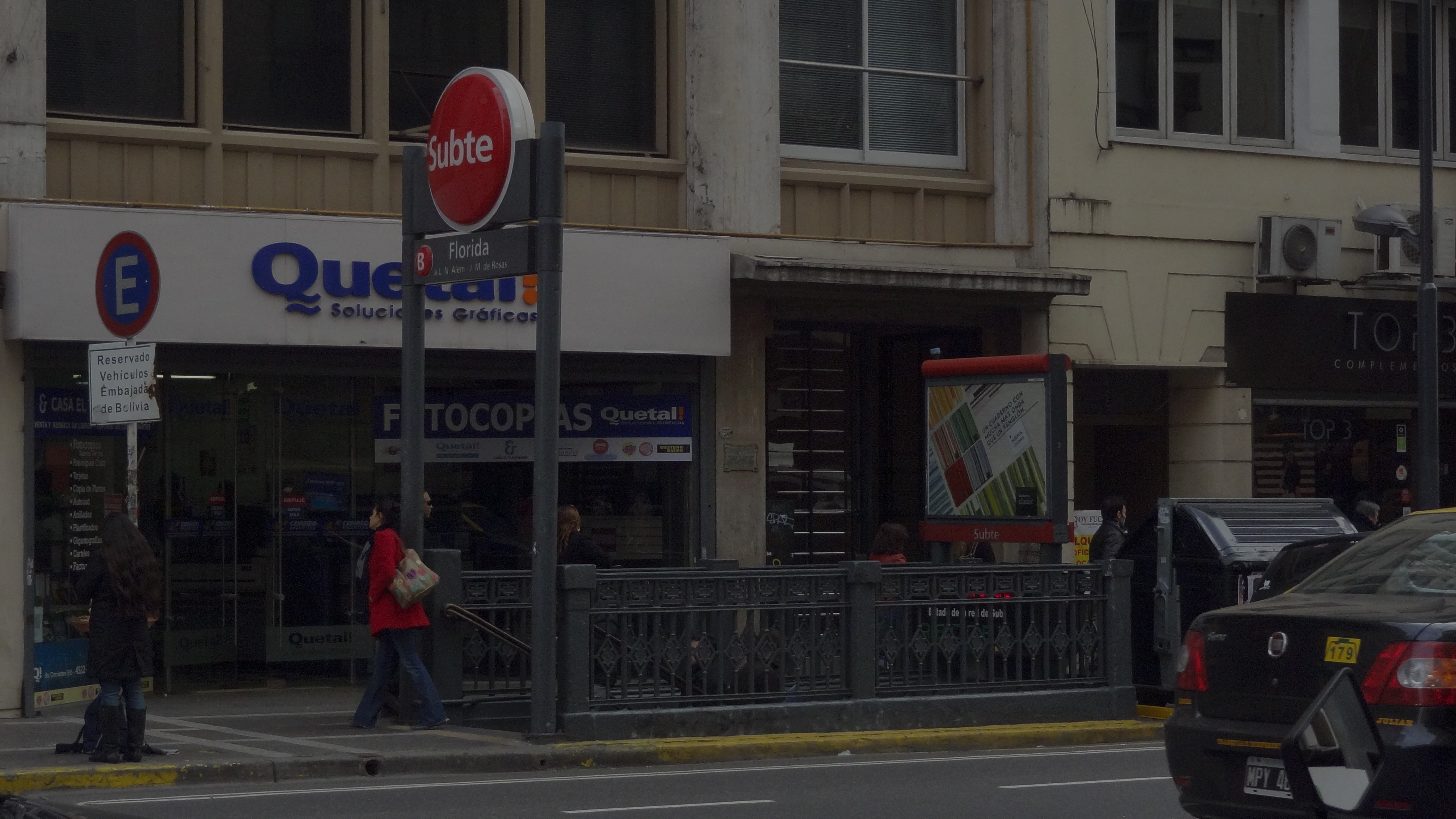
Вход с улицы Авенида Корриентес
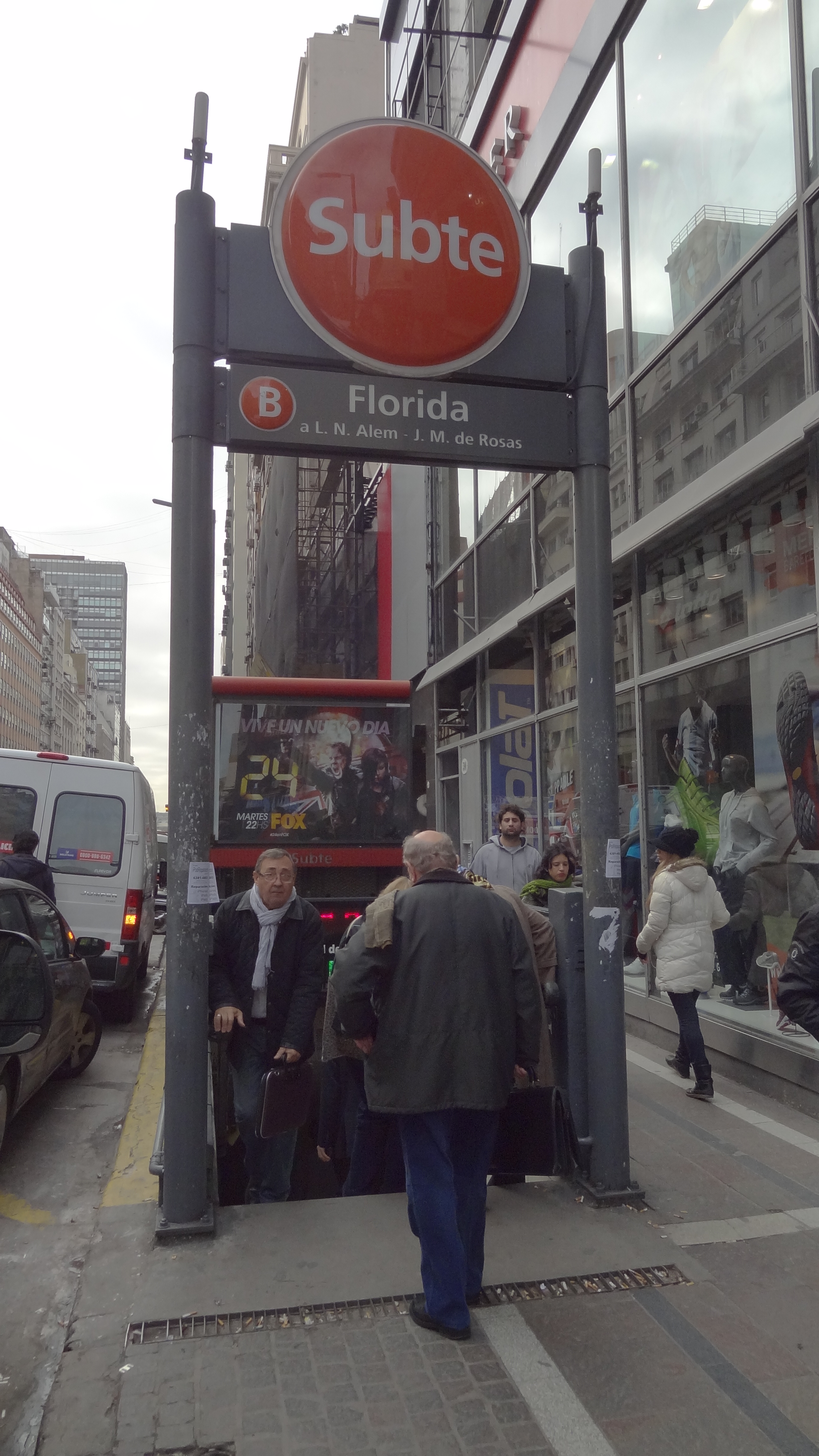
Вход с улицы Авенида Корриентес